# Hamdi Dhouibi
Hamdi Dhouibi, né le 24 janvier 1982 à Kairouan, est un athlète tunisien, spécialiste du décathlon.

## Biographie
Deuxième du décathlon des Jeux de la Francophonie de 2001 et des Jeux méditerranéens de 2001, il participe aux championnats du monde 2005 où il finit à la onzième place ; il y obtient le 10 août son meilleur résultat au décathlon avec 8 023 points.
Il franchit à trois reprises la hauteur de cinq mètres à la perche (Vienne 2002, Almería 2005 et Alger 2007).
Il est médaillé d'or à la perche et médaillé de bronze sur 110 mètres haies aux championnats d'Afrique junior du Réduit en 2001. Il est aussi médaillé d'or au décathlon, avec 7 965 points, à Radès en 2002. Il devient champion d'Afrique de la perche à Nairobi en 2010, après avoir été médaillé de bronze à Bambous en 2006.
En 2011, il se classe troisième du Multistars à Desenzano del Garda (Italie), qui constitue un meeting comptant pour le challenge IAAF d’épreuves combinées, avec le total de 7 731 points. La même année, il se classe deuxième des Jeux panarabes disputés à Doha (Qatar).